# Nederland op het Eurovision Young Musiciansfestival
Nederland debuteerde bij de editie van 1984 en heeft sindsdien twaalfmaal deelgenomen aan Eurovision Young Musicians. Nederland won direct al bij de eerste deelname en in 1990. Nederland deed niet mee tussen 1992 en 1998. Vanaf 2016 is Nederland eveneens niet van de partij. Eenmal werd het festival in Nederland georganiseerd, in 1988.

## Deelnames
| Jaar        | Deelnemer           | Instrument    | Finale              | Halve finale      |
| ----------- | ------------------- | ------------- | ------------------- | ----------------- |
| 1984        | Isabelle van Keulen | Viool         | 1                   | Geen halve finale |
| 1986        | Pauline Oostenrijk  | Hobo          | Niet gekwalificeerd | -                 |
| 1988        | Wibi Soerjadi       | Piano         | Niet gekwalificeerd | -                 |
| 1990        | Niek van Oosterum   | Piano         | 1                   | -                 |
| 1992 – 1998 | Nam niet deel       | Nam niet deel | Nam niet deel       | Nam niet deel     |
| 2000        | Gwyneth Wentink     | Harp          | -                   | -                 |
| 2002        | Fleur Bouverie      | Klarinet      | Niet gekwalificeerd | -                 |
| 2004        | Felicia van den End | Fluit         | Niet gekwalificeerd | -                 |
| 2006        | Kate Sebring        | Piano         | Niet gekwalificeerd | -                 |
| 2008        | Steven Bourne       | Cello         | -                   | -                 |
| 2010        | Dana Zemtsov        | Viool         | Niet gekwalificeerd | -                 |
| 2012        | Ella van Poucke     | Cello         | Niet gekwalificeerd | -                 |
| 2014        | Lucie Horsch        | Recorder      | -                   | Geen halve finale |
| 2016 – 2022 | Nam niet deel       | Nam niet deel | Nam niet deel       | Nam niet deel     |

## Festivals in Nederland
| Jaar | Plaats    | Locaties      | Presentator(en) |
| ---- | --------- | ------------- | --------------- |
| 1988 | Amsterdam | Concertgebouw | Martine Bijl    |